# 遊び (映画)
『遊び』（あそび）は、1971年（昭和46年）公開の日本映画。
増村保造監督が大映で撮った最後の作品。原作は野坂昭如の短編小説『心中弁天島』。倒産直前の大映作品であり、製作現場では資金調達などがすでに難しくなりつつあったという。
それぞれ過酷な環境に置かれた少女と少年とが出会い、2人でそこから抜け出そうとするため、さらに状況が切迫していく……、という物語。ストーリー上は青春ドラマの一種である。
カラー、スコープ・サイズ。

## ストーリー
工場で働く少女は、社員寮で暮らしながら街で遊ぶことも男の子と2人で喫茶店に入ることもしないまま実家に仕送りをしてきた。ある日母からそれでも足りないと金を無心された少女は、以前ホステスに転職した元同僚からキャバレー勤めに誘われたことを思い出す。少女が街の公衆電話の電話帳で元同僚の番号を調べるが分からず困っていた所、声をかけてきた少年から直接キャバレーに行くことを提案される。
ただしキャバレーの開店までかなり時間があることから、少女は少年に誘われて喫茶店に訪れ明るい彼との会話に花を咲かせる。続けて映画館に行くことになった少女は、初めて男性と2人で映画を見ている内に胸が高鳴り、少年に恋愛感情が芽生えてしまう。その後映画館を出ると少女は少年からホステスよりいい仕事を紹介すると言われたため、キャバレー店に行くことをやめて彼の行きつけのバーに案内される。
少女はバーで初めて酒を飲んで気分が良くなるが、実は彼はヤクザ組織に所属する舎弟で密かに彼女をいかがわしい店で働かせようと企んでいた。少女がトイレに行ったのを見計らい、少年は組織の兄貴分(以下、“兄貴”)と会って「彼女を夜の街で少し遊ばせた後21時にいつもの旅館に連れて来い」と一万円を渡される。“兄貴”は、これまで組員を使って旅館に若い娘たちを連れ込み、女を襲って脅した後風俗店に売り飛ばしては組の資金にしていたのだった。
その後少年は少女と共にディスコに訪れ、踊ったことがない彼女にゴーゴーを教えて一緒に踊るが、後から来た若い娘と話し込んでしまう。少年にヤキモチを焼いた少女は機嫌を損ねて店を出てしまい、彼女が逃げたと思った彼も慌てて店を出て外を探し周る。数分後少女を見つけた少年は、「娘はただの知り合い。俺はお前が好きだ」と口づけを交わして信用させ彼女と旅館へと向かう。“兄貴”の到着を待つ少年だったが、いつしか少女を本気で好きになっていたことに気づくと、突如心変わりして命令に背き彼女と逃げることに。
2人は旅館を飛び出しタクシーに乗り込むと、“兄貴”に捕まれば殺されるかもと考えた少年が最後に贅沢をしたいと言い出す。別の旅館に着いた2人は豪華な食事をした後お互いの気持ちを伝えてベッドを共にし、彼女は実家も仕事も捨てて彼についていくことを決める。翌朝旅館を後にした2人は走り続けて草原にたどり着き、川岸で見つけた小舟でどこに続いているかも分からない川をどこまでも下っていくのだった。

## スタッフ
- 監督：増村保造
- 原作：野坂昭如「心中弁天島」
- 脚色：今子正義、伊藤昌洋
- 潤色：増村保造
- 撮影：小林節雄
- 照明：渡辺長治
- 編集：中静達治
- 美術：間野重雄
- 録音：須田武雄
- 音楽：渡辺岳夫
- 助監督：崎山周
- 企画：藤井浩明
- 製作主任：籔本和男
- 製作：大映東京撮影所

## キャスト
（関係性によって並べた。太字は、クレジット1～2枚目に名前が載っている俳優である）
- 少女 … 関根恵子
テレビなどに使われる電機パーツ工場で働きライン作業をしている。16歳。社員寮の一室で5人ほどの女子工員と共同生活を送る。中学卒業後から工場で働き、実家への仕送りをするため食事を切り詰めたり口紅すら買ったことも使ったこともない倹約生活をしている。真面目で素直な性格だが自分の意見はしっかり伝えるタイプ。冒頭で母からの借金を断っているが、内心は働き詰めな母を楽にさせたいと思っている。
- 少女の父 … 内田朝雄
故人。生前はダンプ運転手として砂利などを運んでいた。酒好きだが飲酒運転事故を起こしたことがあり、被害女性への慰謝料・治療費として毎月3万5千円払っている。元陸軍上等兵と言うこともあって、気性が荒い性格で家族に日常的に声を荒げるなどエラそうな態度を取っている。少女が中学3年生の頃に二日酔いの状態で仕事場に訪れ、近くの池で溺死した。
- 少女の母 … 杉山とく子
飾り用らしき大きな花を作る内職をしている。ただしそれだけでは足りず、これまでに何度か工場まで訪れては少女に金を無心している。少女に色々と言い訳や泣き落としなどで同情を買って金をせびろうとするため、少女から嫌がられている。夫(少女の父)のせいで貧しい生活をさせられていることに不満を持ち、夫に怒られても言い返すなど気が強い性格。
- 少女の姉 … 小峯美栄子
現在は母と2人暮らし。カリエスという病気にかかり寝たきりの状態だが、会話は普通にできる。薬代がかかることから、少女が中学3年生の頃に父から面と向かって暴言を吐かれたことがある。
- 少年 … 大門正明
ある日たまたま公衆電話の前で出会った少女をナンパする。19歳。以前は印刷屋で働いていたが　ある日街頭で母がヤクザとトラブルになり突っかかって行った所、度胸を買われて“兄貴”の舎弟となった。調子のいい性格で威勢が良く見栄っ張りで、自身の話を誇張することがある。女性との経験がなく童貞である。任侠映画が好き。
- 少年の母 … 根岸明美
おでんの屋台をして働いている。何年も前に夫がいなくなり(死んだのか失踪したのかは不明)、寂しさを紛らわせるため自宅に日によって違う男を招き入れて関係を持っている。
- 兄貴 … 蟹江敬三
少年の兄貴分であるヤクザのリーダー。以前から若い女性を騙しては旅館に連れ込み、無理やり体の関係を持った相手の裸の写真を撮ってそれをネタに風俗店などに娘を売って金儲けしている。ある時少年から初めて騙した女として少女のことを聞かされ、上記の手口で彼女を襲って金を得るため旅館に連れてくるよう命じる。
- 兄貴の子分 … 平泉征
兄貴と共に行動するヤクザ。一度も女を騙した経験がない少年に「スケコマシをするには、女をひっぱたいて半殺しにするんだ」と以前助言したことがある。これまで兄貴が騙して関係を持った後の女性のおこぼれに預かっている。
- 兄貴の子分 … 稲妻竜二
- 高利貸 … 早川雄三
生前の少女の父に金を貸していた人物。少女の父が急死して間もない頃に自宅に訪れ、借金を回収するため彼女の就職口として知人の工場を紹介する。
- フーテン娘 … 松坂慶子
少年の知人の若い娘。やさぐれた感じで言葉遣いが悪い。ゴーゴーを踊るのが好きで前日に男性と約束するもすっぽかされ、酔った状態で訪れた店で少年と再会し一緒に踊るよう誘う。
- 寿荘の老婆 … 村田扶実子
兄貴の顔見知り。少女を連れてやって来た少年に応対する。ツンツンした、ちょっと感じの悪い人。少年から「部屋を替えてくれ」と言われたり、食事は別の店に作ってもらって運ぶということを伝える。
- 寿荘の主人 … 小山内淳
連れ込み旅館「寿荘」を経営している。詳細は不明だが兄貴の組のシマにある旅館らしい。兄貴の組の男たちに騙された若い女性たちが、連れ込まれる場所として使われる。腕っぷしが強く、気が変わって旅館を出ようとする少年を力ずくで引き留めようとする。